# La Bande à Curley
Pour plus de détails, voir Fiche technique et Distribution.
La Bande à Curley (Curley) est un film américain en couleur réalisé par Bernard Carr, sorti en 1947.
Le film est une tentative pour recréer la série enfantine à succès d'avant-guerre Les Petites Canailles (Our Gang). Le producteur Hal Roach ne pouvant pas utiliser le titre d'origine (Our Gang) parce qu'appartenant désormais exclusivement aux studios Metro-Goldwyn-Mayer, il a dû rebaptiser ses courts-métrages en The Little Rascals.

## Synopsis
De jeunes écoliers sont inquiets parce que leur institutrice préférée s'est mariée et a quitté la ville ; ils craignent que la remplaçante ne leur déplaise. Lorsque l'espiègle Curley prend la tante de la remplaçante pour la nouvelle institutrice, lui et ses camarades élaborent des plans pour la décourager de rester dans leur école...

## Fiche technique
- Titre : La Bande à Curley
- Titre original : Curley
- Réalisation : Bernard Carr
- Scénario : Robert F. McGowan, Dorothy Reid, Mary McCarthy
- Photographie : John W. Boyle
- Montage : Bert Jordan
- Musique : Heinz Roemheld
- Direction artistique : Jerome Pycha Jr.
- Producteur : Hal Roach, Robert F. McGowan
- Société de production :
- Société de distribution : United Artists
- Pays d'origine : États-Unis
- Langue : anglais
- Format : couleur (Cinecolor) - 1,37:1 - son : Mono (Western Electric Sound System)
- Genre : comédie pour la jeunesse
- Durée : 53 min
- Dates de sortie :
  -  États-Unis : 23 août 1947
  -  France : 19 octobre 1951

## Distribution
- Larry Olsen : William Benson, alias Curley
- Frances Rafferty : Mildred Johnson, l’institutrice remplaçante
- Eilene Janssen : Betty
- Dale Belding : Speck
- Peter Miles : Dudley alias Dud (Gerald Perreau)
- Ardda Lynwood : Ardda Benson
- Kathleen Howard : tante Martha
- Edna Holland : Miss Payne
- Renee Beard : Dis (crédité Renee Beard)
- Donald King : Dat

## Commentaires
Curley a été interdit dans de nombreux cinémas du Sud des États-Unis parce que le film montrait des enfants noirs et blancs « jouant joyeusement ensemble ».